# Dương Quốc Hải
Dương Quốc Hải (tiếng Trung: 杨国海; sinh tháng 5 năm 1950) là Trung tướng đã nghỉ hưu của Không quân Quân Giải phóng Nhân dân Trung Quốc (PLAAF), ông từng giữ chức vụ Tham mưu trưởng Không quân Quân Giải phóng Nhân dân Trung Quốc từ năm 2007 tới 2013.

## Thân thế và binh nghiệp
Dương Quốc Hải sinh tháng 5 năm 1950 tại Thiên Tân. Ông từng đảm nhiệm chức vụ Sư đoàn trưởng Sư đoàn 4 lực lượng Hàng không, Không quân Quân Giải phóng Nhân dân Trung Quốc. Tháng 3 năm 1995, nhậm chức Phó Tư lệnh Quân đoàn 1 Không quân. Tháng 7 năm 1996, Dương Quốc Hải thụ phong quân hàm Thiếu tướng.
Tháng 8 năm 1998, Dương Quốc Hải được điều động giữ chức Tư lệnh Căn cứ Không quân Thượng Hải. Tháng 8 năm 2000, Dương Quốc Hải được bổ nhiệm làm Tham mưu trưởng binh chủng Không quân Quân khu Lan Châu.
Tháng 12 năm 2004, Dương Quốc Hải được điều động phân công làm Phó Tham mưu trưởng Không quân Quân Giải phóng Nhân dân Trung Quốc (PLAAF).
Tháng 9 năm 2007, Dương Quốc Hải được bổ nhiệm giữ chức vụ Tham mưu trưởng Không quân Quân Giải phóng Nhân dân Trung Quốc, kế nhiệm Trung tướng Triệu Trung Tân. Năm 2008, Dương Quốc Hải được bầu làm Đại biểu Nhân đại toàn quốc Trung Quốc khóa XI, nhiệm kỳ 2008—2013.
Tháng 7 năm 2009, Dương Quốc Hải được phong quân hàm Trung tướng. Tháng 7 năm 2013, Dương Quốc Hải nghỉ hưu.